# Протиотрути
Про́тиотру́ти або антидо́ти — лікувальні засоби, які застосовують для лікування отруєнь. Антидоти знешкоджують отруту шляхом хімічної реакції і виводить її з організму. Одні протиотрути, які запобігають надходженню отрути в кров або уповільнюють цей процес, діють в шлунку, на шкірі, слизових оболонках очей, носа, ротової порожнини (наприклад, активоване вугілля, сода тощо). Інші протиотрути, які усувають токсичні реакції після надходження отрути в організм, вводяться всередину, в пряму кишку, підшкірно, внутрішньо-м'язово, внутрішньовенно, внутрішньосерцево (наприклад, атропін, дипіроксим, унітіол тощо).

## Види протиотрут

### Антидоти, що запобігають всмоктуванню отрут, забезпечують їх зв'язування, нейтралізацію і виведення з організму
а) неспецифічні антидоти контактної дії — активоване вугілля, карболен, ентеросгель;
б) специфічні хімічні атидоти.

### Антидоти, що прискорюють біотрансформацію отрут у нетоксичні продукти розпаду
а) Глюкоза — антидот при отруєнні ціанідами, синильною кислотою;
б) Унітіол — антидот при отруєнні ртуттю, золотом, вісмутом, талієм, сурмою (Sb), міддю, серцевими глікозидами;
в) Тетацин-кальцій — антидот при отруєнні солями свинецю, кобальту, кадмію, урану;
г) Метиленовий синій — антидот при отруєнні синильною кислотою, нітрогліцерином
д) Натрій тіосульфат — антидот при отруєнні препаратами йоду, фенолами, серцевими глікозидами.

### Функціонувальні антагоністи
Це препарати, які впливають на органи і системи протилежно до дії отрути.
а) Налорфіну гідрохлориду, налоксон — при отруєнні препаратами опію;
б) Бемегрид — при легких отруєннях засобами для наркозу, снодійними;
в) Атропіну сульфату — при отруєнні М-холіномінетиками, антихолінестаразними засобами;
г) Протаміну сульфат — при передозуванні гепарином;
д) Глюкоза в гіпертонічному розчині — при передозуванні інсуліну;
е) Антикоагулянти непрямої дії — при передозуванні вікасолу;
є) Прозерин — при отруєнні міорелаксантами периферичної дії;
ж) Реактиватори холінестерази (тримедоксиму бромід, алоксим, ізонітрозин, диетиксим, токсогонін) — при отруєнні ФОС та антихолінестеразними препаратами.

## Механізм дії
В основі дії протиотрути лежать складні, ще не до кінця розкриті механізми:
- фізичні (розчинення, адсорбція, діаліз, гемосорбція);
- хімічні (окиснення, нейтралізація, утворення комплексних і важкорозчинних сполук);
- біохімічні (на основі конкурентних відношень отрути і протиотрути в тих самих або різних біохімічно або фізіологічно важливих системах організму). Важливим для лікувального ефекту є конкурентні відношення між отрутою і протиотрутою за дію на рецептори або активні центри ферментних систем.

За механізмом дії протиотрути поділяють на групи. В практиці широко застосовують комбіновану антидотну терапію разом з іншими засобами (штучне дихання, масаж серця, переливання крові, протишокова терапія, реанімація тощо).